# Sanzhuang
Sanzhuang (kinesiska: 三庄, 三庄乡) är en socken i Kina. Den ligger i provinsen Henan, i den centrala delen av landet, omkring 220 kilometer öster om provinshuvudstaden Zhengzhou.
Genomsnittlig årsnederbörd är 945 millimeter. Den regnigaste månaden är juli, med i genomsnitt 207 mm nederbörd, och den torraste är januari, med 9 mm nederbörd.